# Friedrich Ebert (Historiker)
Friedrich Ebert (* 19. Mai 1882 in Memmingen; † 10. Mai 1971 in Bad Steben) war ein deutscher Gymnasiallehrer, Archäologe und Heimatforscher in Hof (Saale).

## Leben
Aufgewachsen ist Friedrich Ebert in Ansbach als Sohn des Gymnasiallehrers Adolf Ebert (1855–1923) und seiner Ehefrau Helene (1857–1925); dort Abitur 1900. Nach Militärdienst, Studium der klassischen Philologie in Erlangen und München (1900–1905), pädagogischem Seminarjahr in Erlangen und Internatsleitung in Oettingen war Friedrich Ebert von 1909 bis 1947 Lehrer am Humanistischen Gymnasium in Hof (Saale). Während seines Studiums in Erlangen wurde er im Winter-Semester 1900/01 Mitglied der Burschenschaft der Bubenreuther. Seine archäologische Promotionsarbeit (1909) bei Heinrich Bulle brachte ihm das archäologische Reisestipendium des bayerischen Staates für das Jahr 1910/11 ein, welches ihn an alle wichtigen archäologischen Stätten des gesamten Mittelmeerraumes nach Rom, Sizilien, Tunesien, Algerien, Griechenland, Kleinasien, Konstantinopel und in die griechische Inselwelt führte. 1912 heiratete er Else Wißmath (1887–1982). In Hof führte er neben der Schultätigkeit weiter archäologische Studien durch, die sich in 50, in den Jahren 1921 bis 1950 erschienenen, Beiträgen zu Paulys Realencyclopädie der classischen Altertumswissenschaft niederschlugen. Im Ersten Weltkrieg war er an der Westfront eingesetzt. Danach begann er sich mit der Stadtgeschichte Hofs zu beschäftigen, war in der Familiengeschichtsforschung tätig, und außerdem als Turner und Eiskunstläufer aktiv (1924–1940 Betreuer des Hofer Eiskunstlaufs, zuletzt Kreisfachwart und 1932 Mitglied der Eislaufkommission des Deutschen Eislaufverbandes). Seit 1931 stellvertretender Leiter des Gymnasiums, übernahm Friedrich Ebert 1936 gegen politische Widerstände dessen Leitung als Oberstudiendirektor in der Absicht, die NS-Indoktrination an seiner Schule möglichst zu verhindern, was ihn häufigen Verdächtigungen aussetzte. Nach dem Zweiten Weltkrieg, an dem er im Alter von 57 bis 61 Jahren teilnehmen musste, brachte er den Unterricht am Gymnasium wieder in Gang, welches 1946 anlässlich der 400-Jahr-Feier auf seine Initiative Jean-Paul-Gymnasium benannt wurde. 1947 pensioniert, stand er noch bis ins 70. Lebensjahr als Unterrichtsaushilfe zur Verfügung. Zeitlebens Naturfreund und ausgezeichneter Vogelkenner, veröffentlichte er auf der Basis eigener Beobachtungen eine über 25 Jahre reichende Liste der Ankunftszeiten der heimischen Zugvögel, die er bis an sein Lebensende weiterführte.

## Leistungen als Stadthistoriker
Friedrich Eberts hervorragende Kenntnisse antiker Ausgrabungsstätten, die er auf seiner archäologischen Studienreise besucht hatte, erlaubten es ihm, mit geschultem Auge in die Baugeschichte Hofs einzudringen, was ihn schon 1911/12 den Verlauf der mittelalterlichen Stadtbefestigung erkennen ließ. Die Teilnahme am Ersten Weltkrieg hatten ihn die Vorgänge bei der Belagerung der Stadt Hof im Jahr 1553 verstehen lassen. Dies brachte es mit sich, dass sich Friedrich Ebert weiter in die Hofer Geschichte – besonders in baulicher Hinsicht – vertiefte, mit der Dreigliederung Dorf – Markt – Stadt für Hof eine typische mittelalterliche Stadtgründung nachweisen konnte und bald auch auf dem Gebiet der Stadtgeschichte zum Fachmann wurde: Mehr als 160 Publikationen, bis zu seinem Tode meist in örtlichen Medien erschienen, weisen dies eindrucksvoll nach. Darüber hinaus war er für die Weiterführung der Chronik der Stadt Hof verantwortlich, von der er zwei Bände vorlegte. Er engagierte sich 1921 bis 1966 mit einer Vielzahl von Vorträgen im Nordoberfränkischen Verein für Natur-, Geschichts- und Landeskunde, dessen Zweiter Vorsitzender er 1951 bis 1965 war, sowie im Beirat des Hofer Stadtmuseums.

## Ehrungen
Ebert erhielt 1956 das Verdienstkreuz erster Klasse des Verdienstordens der Bundesrepublik Deutschland, 1957 das Verbands-Ehrenzeichen in Gold des bayerischen Eissport-Verbandes, 1960 die Jean-Paul-Medaille in Silber, 1962 die Goldene Bürgermedaille der Stadt Hof. 1959 wurde er Ehrenmitglied des Verschönerungsvereins Hof und 1966 des Nordoberfränkischen Vereins für Natur-, Geschichts- und Landeskunde, 1978 wurde eine Hofer Straße nach ihm benannt.

## Veröffentlichungen (Auswahl)
- Fachausdrücke des griechischen Bauhandwerks, I. Der Tempel. Dissertation Würzburg 1909 (Digitalisat).
- Wie Hof groß wurde. Vom Dorf zur Fabrikstadt. Hof 1950 (= 12. Bericht des Nordoberfränkischen Vereins für Natur-, Geschichts- und Landeskunde).
- Baugeschichte. Hof 1957 (= Chronik der Stadt Hof, V)
- Kleine Geschichte der Stadt Hof. Hof 1961, Neuauflage bearb. von A. Herrmann, Hof 1988; ISBN 3-88267-034-7
- mit K. Waelzel: Alte Hofer Stadtbeschreibungen. Aus lateinischen Texten übersetzt. Hof 1966 (= Chronik der Stadt Hof, VI)